# Reno di Lei
Le Reno di Lei est un cours d'eau alpin affluent du Rhin par l'Averser Rhein et le Rhin postérieur. Unique affluent du Rhin situé en territoire italien, seule une petite partie du cours coule en Suisse juste en aval du barrage du Val di Lei qui forme le lac de Lei. Il est situé dans la commune de Piuro.